# Bitka za Batinjane
Bitka za Batinjane 6. listopada 1991. jedna je od najvažnijih i presudnih na pakračkom, ali i cijelom zapadnoslavonskom ratištu. Poginula su 23 hrvatska vojnika i 5 civila zbog čega je taj dan svakako dan najveće tragedije, dan kada je "cesta spasa" za slobodno područje bila "cesta smrti". U toj bitci Pakrac je izgubio zapovjednika obrane grada i neke od najhrabrijih vitezova, ali je obranjen. 

## Stanje na pakračkom ratištu pred bitku
U napadu na Pakrac 19. kolovoza 1991. godine, neprijatelj je koristio i položaje, uređene za tu svrhu, u Batinjanima i Gornjoj Obriježi. S tih položaja minobacačima je gađan prostor Starog i Novog Majura te dio sela Prekopakra, Matkovac. Istog dana u poslijepodnevnim satima, kada su postrojbe za posebne namjene MUP-a RH iz Zagreba i Bjelovara dobile zapovijed za odbijanje neprijateljskog napada u Pakracu, ove su se neprijateljske snage, sastavljene uglavnom od domaćih pobunjenih Srba - dobrovoljaca, razbježale po šumama Pakračke gore, ostavivši i opremu i naoružanje. Nekoliko dana nakon intervencije, postrojbe za posebne namjene MUP-a RH bile su upućene na izvršenje zadaća na drugim bojištima. Ubrzo nakon njihovog odlaska neprijatelji opet prijete: presreću putnike na prometnicama, postavljaju barikade i sve češće i žešće napadaju slobodna područja tadašnje općine Pakrac. Imali su veliku podršku od domaćih Srba koji su ostali u Batinjanima i Gornjoj Obriježi. Oni su na tom prostoru provodili izviđanja i pripreme položaja koje će kasnije zaposjesti neprijateljske snage i tako opet blokirati Pakrac. Vjerovalo se da je neprijatelj otišao, a da su ostali građani srpske nacionalnosti koji su bili lojalni Republici Hrvatskoj. 
Na dojave o uočenim naoružanim osobama u odorama JNA u tim selima, angažirana je postrojba za posebne namjene MUP-a iz Bjelovara, ako nije bila na nekoj drugoj zadaći. Dolaskom te postrojbe rezervisti JNA i ostali naoružani pobunjenici povlačili su se s tog prostora. Kako Republika Hrvatska nije imala raspoložive snage za zaposjedanje ovog prostora, on je imao status "prohodnog na vlastitu odgovornost".
Dne 16. rujna pobunjeni Srbi u Gornjoj Obriježi ukopali su minobacače od 82 mm i usmjerili ih prema Velikom Banovcu i Donjoj Obriježi, te prekopali cestu kod odvojka Romićev sokak. Istog dana minobacački je napadnuta Donja Obrijež.
Tijekom rujna 1991. godine JNA i dobrovoljci provode pripreme za konačno osvajanje Pakraca. Dne 24. rujna otpočinje sveopći napad na hrvatske snage i naselja. Pobunjeni Srbi su prekopali i cestu na Gruićevom brdu u Batinjanima te na sjevernom ulazu u Pakrac (od strane Daruvara) zvanom Zukva. Sljedeći dan, neprijateljske posade sela Batinjani i Gornja Obrijež su razbijene u akciji policije i dragovoljaca. Kanali na cestama su zatrpani i promet je ponovo uspostavljen na pravcu Matkovac - Batinjani - Gornja Obrijež - Veliki Banovac i dalje do Gaja.
Radi potrebe osiguranja jedinog izlaza i ulaza u Pakrac i Lipik, 5. listopada 1991. godine na pakračko područje dolazi postrojba iz Garešnice sastavljena od dragovoljaca pripadnika ZNG-a i policajaca. Istog dana neprijatelj odbija njihov pokušaj oslobađanja sela Toranj pa se postrojba razmješta na prostoru sela Gornja Obrijež, umjesto u Batinjanima. 

## Zasjeda
U ranu zoru 6. listopada 1991. godine, neprijatelj snage dva ojačana voda je bez ikakvih napora zaposjeo unaprijed pripremljene položaje u Batinjanima i Gornjoj Obriježi. Snage su se tamo ukopale i postavile zasjede. Tijekom te noći je i nekoliko branitelja prošlo tom cestom koja je za Pakrac bila "cesta spasa" i zamjetili neobične pokrete u selu. Jedan od branitelja bio je zapovjednik obrane Pakraca, Stjepan Širac, koji je došao s radnog sastanka iz Kutine i prenoćio na punktu Zmija 15 na ulazu u Matkovac. Rano ujutro, oko 05,00, zapovjednik policijskog punkta koji je tada branio Pakrac iz prostora Konstruktora, Zdenko Forić, dovezao je u postaju u glavu teško ranjenog Đuru Haramusteka. S obzirom na njegovo teško ranjavanje odlučeno je da ga treba prevesti u kutinsku ratnu kirurgiju. Odlučeno je da to obavi policajac Stipan Grgić u svojem vozilu, ali je u postaju u međuvremenu došao Dalibor Duchač koji je zadatak preuzeo na sebe jer je bio vozač policijskog saniteta, a prema potrebi i vozač jedinog preostalog oklopnjaka TOP 2 (Tvornica oklopnjaka Prekopakra) - TOP 1 uništen je u Kusonjama. Približno oko 05,30 u još uvijek nepripremljenu zasjedu četnika u rezervističkim JNA uniformama koji su išli uz rub ceste i raspoređivali se na kraju Batinjana prvi su vozilom naletjeli Željko Verhaz, Zoran Jurinović, Darko Zorić i Željko Nožarić. Brzom reakcijom Verhaza, koji je vozio, krenuli su natrag i nakon pedesetak metara, kada su četnici već žestoko pucali po njima, uspjeli izbjeći najgore i izvukavši se iz vozila kroz dvorišta i kukuruzište povukli se prema Starom Majuru. Pucnjavu je zabilježila i straža u Matkovcu i dojavila svima. Neposredno nakon toga na već spomenutom punktu Zmija 15 branitelji su zaustavili Acu Bartolucija koji je krenuo iz Pakraca izvesti tri žene, Ljerku Stoček, Milicu Sarajlija i Ivku Perđun, i upozorili ga da ide na vlastitu odgovornost i da se puca. Nekoliko minuta nakon toga isto su postupili i kada je sanitetskim vozilom na punkt došao Dalibor Duchač, ali im je on odgovorio da vozi teškog ranjenika i da ne može birati, nego mora žurno ići jer će ranjeni preminuti, ako ne dobije prikladnu medicinsku pomoć. Nažalost oba su vozila na ulazu u Batinjane upala u četničku zasjedu. Zlikovci ih nisu niti probali zaustaviti, nego su po vozilima u kojima su bili civili i ranjenici odmah osuli paljbu iz svog naoružanja. Zasjedu je preživjela jedino Ljerka Stoček koju su zarobili i uz zvjersko maltretiranje htjeli ubiti, ali ju je spasio jedan njezin bivši učenik koji je rekao da mu je to bivša "drugarica" iz škole. U svojem dnevniku opisala je ovaj tragični događaj:
"Ulazimo u šumu u Matkovcu. Nitko ništa ne priča. Bojimo se, svi šute. Penjemo se prema Batinjanima. Sunce se budi i obasjava krajolik. Strah i neizvjesnost caruju. Odjednom vidim Aco mijenja brzine. Auto krči. Skačemo po cesti. Prasak, lom, jauk. Gledam što se dešava s Acom, zašto toliko mijenja brzine. Padam na pod. Prasak. Na mene pada Aco. Automobil ide sam dalje. Aco u padu jako pritišće papučicu gasa. Zapadamo u jarak. Auto i dalje radi. Krv, jauk, znoj, staklo, udarci u auto. Aco se trza, a njegova krv me kupa. Dižem Acu sa sebe. Iz zatiljka poput vulkana teče krv, teta Milica još jauče, teta Perđun ima širom otvorene, ukočene oči. One se više ne javljaju..."
Nekoliko minuta nakon njih, u istu zasjedu, sanitetskim vozilom upadaju hrvatski policajci Dalibor Duchač i Tomislav Kuhar koji pokušavaju iz Pakraca prevesti ranjenog branitelja Đuru Haramusteka. Svi pogibaju na istom mjestu. Nakon njih, na drugom kraju sela Batinjani stradao je Svetomir Mercluft pokušavajući istom cestom doći do Pakraca.

## Tijek bitke
Na dojavu da su vozila upala u zasjedu prvi su reagirali hrabri branitelji iz Banovca i Obriježi: Ivica Baškiera, Goran Feltrin, Ivica Feltrin, Josip Feltrin, Ivica Hrgar, Stevo Hrgar, Željko Jurić i Stjepan Mateš pod zapovjedništvom Marijana Krejčija. Njih devetorica nisu čekali prikupljanje ostalih snaga, nego su žurno kamionom krenuli prema Batinjanima. Nisu očekivali da će već u Romićevom sokaku, između Gornje Obriježi i Batinjana, naletjeti na mučki pripremljenu zasjedu. Nažalost, nikada nećemo moći sa sigurnošću saznati kako je borba izgledala jer je svih devetero branitelja poginulo. Prema dostupnim informacijama, samo je nekolicina njih uspjela izaći iz kamiona i dvojbeno je jesu li uopće uspjeli pružiti ikakav otpor mnogobrojnijem i bolje naoružanom neprijatelju.
U to vrijeme je, na osnovi iste dojave, Stjepan Širac žurno došao u policijsku postaju i zahtijevao pomoć za izvlačenje stradalih u zasjedi. Tadašnjem je zapovjedniku predložio plan izvlačenja i daljnjeg proboja i oslobađanja Batinjana koji je usvojen. Policija mu je osigurala oklopnjak i dio posade, ali je problem bio što ga nije imao tko voziti jer je Duchač upao u zasjedu. Iz Prekopakre je zbog toga žurno prebačen Slavko Koči. U posadi oklopnjaka bilo je 16 boraca i svi su se dragovoljno javili. Prekopakranski branitelji također nisu čekali zapovijed za pokušaj spašavanja stradalih u zasjedi, nego su odmah kamiončićem krenuli prema Batinjanima. Pod zapovjedništvom Marka Martinellija bili su Miroslav Tessari, Miroslav Kurić, Mario Kamenski, Nikola Nožarić, Anto Pavlović i Josip Dumančić. Kad su došli blizu Batinjana, pridružili su im se i drugi prekopakranski borci, policajci i nekolicina lipičkih branitelja te zapovjednik Stjepan Širac. Došli su do ruba šume i pozorno promatrali ne bi li vidjeli neprijatelje, ali nisu uspjeli jer su se oni već dobro ukopali u rovove. Pretpostavili su da u vozilima koja su upala u zasjedu ima preživjelih i odlučili su oprezno preko čistine krenuti prema njima. Kao osiguranje i potporu su na "garonji" ostavili Miroslava Kurića koji je, kada su došli do mosta, primijetio pokrete četnika te ih na to upozorio. Očito je da su ih zlikovci pustili da priđu dovoljno blizu, na brdo, kako bi se oni našli na dominantnom položaju. Tada je prema braniteljima otpočela uraganska paljba. Kurić je zapucao iz mitraljeza i privukao dobar dio četničke paljbe na sebe te tako omogućio da se branitelji bolje rasporede. 
U tom trenutku dolazi oklopnjak i ulijeće u izuzetno žestoku paljbu jer je njegova posada, kao i Širac i Martinelli, procijenila da u vozilima koja su upala u zasjedu možda ima preživjelih. Odlučili su krenuti na sve ili ništa, prići vozilu i pokušati izvući nekoga. Kada su mu došli nadomak, na svega nekoliko metara, oklopnjak je bio višestruko pogođen mecima, ali i tromblonima, od kojih je jedan probio rezervoar i motor se ugasio. U razmjeni vatre ranjen je Marko Martinelli, a Stjepan Širac je smrtno pogođen. U toj situaciji jedino rješenje je bilo povući se, što je i učinjeno. Oklopnjak se vratio natrag nekoliko desetaka metara i zaustavio se na mjestu gdje je već ležao poginuli Stjepan Širac. U međuvremenu su braniteljima stizala pojačanja i uspostavljena je stabilna crta obrane potpomognuta minobacačima pod zapovjedništvom Antuna Fričera - Tukše. Dojavljeno je da iz Daruvara dolazi pomoć koja je stigla oko 14,00, ali u Gornju Obrijež. U pomoć su došli dragovoljci iz Badljevine i jedno bojno oklopno vozilo iz Daruvara pod zapovjedništvom Milana Filipovića, ali se nisu uspjeli probiti do stradalih u Romićevom sokaku. 
Slavko Koči, Vlado Balaš, Joso Barić i Dalibor Doležal odlučili su krenuti vidjeti mogu li koga izvući. Kada su došli u podnožje Batinjana, pozvao ih je Braja Grujić koji je doveo Ljerku Stoček i predao im je. Nakon toga počelo je izvlačenje ostalih poginulih. Hrabri branitelji nastavljali su napade na Batinjane tijekom cijelog popodneva i četnici su se u sumrak počeli povlačiti. U trenutku kad se neprijatelj već počeo povlačiti, došla je dojava o teškom stanju u Pakracu i Lipiku i zahtjev da se raspoložive snage odmah upute na kritične pravce neprijateljskih napada. Tada je hrvatskim braniteljima postalo jasno da se ne radi o ograničenoj neprijateljskoj akciji. Iz policije je dojavljeno da gori Konstruktor, zgrada u kojoj se nalazio policijski punkt; policajcima je onemogućeno povlačenje jer su neprijatelji zaposjeli objekte stare željezničke stanice. Stanje u naselju Jug također je bilo kritično, posebno kod gradilišta srednje škole. Neprijatelj prodire prema Lipiku i ulazi u ulicu Dakićev sokak. I daruvarskoj postrojbi upućen je poziv da se vrati u Daruvar koji jer također napadnut. Na zaposjednutoj liniji prema Batinjanima ostala je tek manja skupina branitelja. Do večeri su ovladali Grujićevim brdom. Ušli su u Batinjane, no nisu imali snage ovladati ovim prostorom. Glavnina branitelja upućena je u Pakrac i Lipik na ojačanje obrane na kritičnim pravcima neprijateljskog napada. Dijele se na skupine od kojih jedna odlazi na sjeverozapadni dio grada Praulju radi istjerivanja neprijatelja sa stare željezničke stanice i deblokiranje policajaca u Konstruktoru, a druga skupina s protuoklopnim sredstvima odlazi u Lipik na zadaću ojačanja obrane. 
Sljedeći dan, 7. listopada, neprijateljska blokada još nije probijena. U svom svirepom pohodu, neprijatelj na kućnim vratima ubija Stjepana Feltrina u Malom Banovcu i Petra Slijepčevića u Omanovcu. Zbog intenziteta borbi u Pakracu i Lipiku te nedostatku oružja i streljiva, nije bilo moguće izdvojiti snage za napadna djelovanja. Sve snage su usmjerene na vraćanje neprijatelja na polazne položaje u Pakracu i Lipiku, položaje s kojih je otpočeo napade 6. listopada. U toj nakani postignut je najznačajniji uspjeh 9. listopada 1991. godine kada postrojba za posebne namjene MUP-a RH pod zapovjedništvom Tomislava Merčepa, ojačana tenkovima, razbila neprijateljsku barikadu na prilazu sela Toranj iz smjera Brekinske. Oslobođen je Toranj, Mali Banovac, Batinjani i Gornja Obrijež. Neprijatelj je potisnut u prostor šume Turkovače; prostor tih sela zaposjedaju dragovoljci ojačani postrojbama ZNG-a pristiglim iz sjeverozapadnog dijela Republike Hrvatske.

## Zaključak
Bitka za Batinjane bila je najkrvavija bitka na pakračkom ratištu u Domovinskom ratu. U njoj je poginulo 23 hrvatskih vojnika i 5 civila; deblokiran je i obranjen Pakrac koji je žestoko napadan i bio u potpunom okruženju. Ovaj će dan ostati zapamćen, ne samo po izuzetnoj žrtvi hrvatskih branitelja, nego i kao organizirano napadano djelovanje pakračkih dragovoljaca. Naime, toga su dana pakrački branitelji odbili neprijateljske napade, ne obrambenim, nego napadnim djelovanjem. Bitka za Batinjane je prekretnica i uvod u pravu bitku za Lipik i Pakrac. Poginule hrvatske branitelje u Romićevom sokaku tzv. Krejčijevu skupinu, neprijatelj je pokopao u masovnu grobnicu na nepoznatoj lokaciji u obližnjoj šumi. Danima rodbina nije znala ništa o njihovoj sudbini. Pronalaskom masovne grobnice, sahranjeni su u teškim ratnim uvjetima 24. listopada u Velikom Banovcu. 

## Također pogledajte
- Bitka za Pakrac
- Napad na Pakrac
- Pokolj u Kusonjama 8. rujna 1991.
- Evakuacija bolnice u Pakracu
- Operacija Orada
- Operacija Alfa
- Stjepan Širac
- Ibrahim Abushaala – "Gadafi"
- Marijan Kulhavi – Foka